# Jarrick Bernard-Converse
Jarrick Bernard-Converse (Baton Rouge, 29 aprile 2000) è un giocatore di football americano statunitense che milita nel ruolo di safety per i New York Jets della National Football League (NFL).

## Carriera

### New York Jets
Al college Bernard-Converse giocò a football a Oklahoma State (2018-2021) e a LSU (2022). Fu scelto nel corso del sesto giro (204º assoluto) del Draft NFL 2023 dai New York Jets il giorno del suo 23º compleanno. Iniziò la stagione nella lista dei giocatori impossibilitati a scendere in campo. Fu attivato il 24 ottobre 2023. Debuttò contro i Buffalo Bills nella settimana 11, disputando sette snap negli special team. La sua prima stagione si chiuse con 2 tackle in otto presenze, nessuna delle quali come titolare.